# Imhotep (cràter)

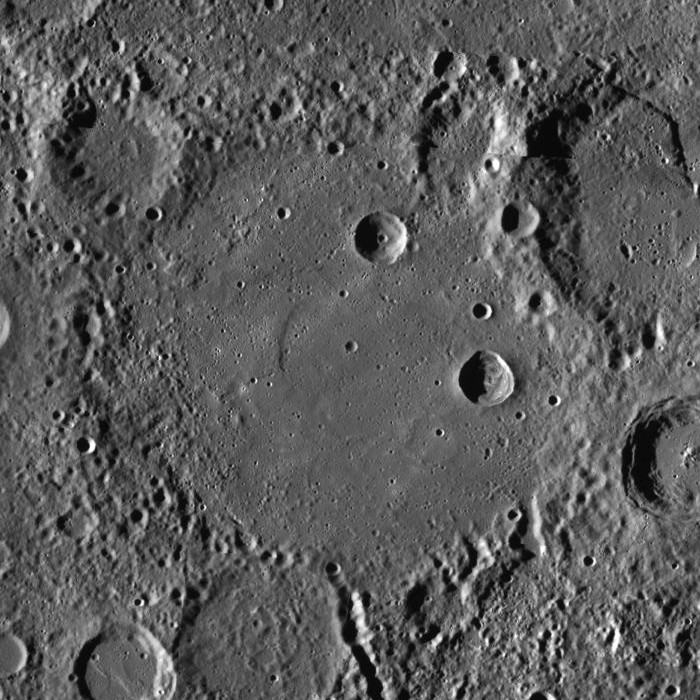
Imatge del cràter a la superfície de Mercuri presa per la sonda Messenger.

Imhotep és un cràter d'impacte en el planeta Mercuri, de 159 km de diàmetre. Porta el nom de l'arquitecte de l'antic Egipte Imhotep (c. 2686-2613 aC), i el seu nom va ser aprovat per la Unió Astronòmica Internacional el 1976.